# Boris Stein
Boris Stein (* 19. Oktober 1984) ist ein ehemaliger deutscher Triathlet und Duathlet. Er ist mehrfacher Deutscher Meister (2010, 2012, 2013), Sieger der Ironman 70.3 European Championships (2015, 2019), Ironman-Sieger (2014, 2015, 2021) und wird in der Bestenliste deutscher Triathleten auf der Ironman-Distanz geführt.

## Werdegang
Weil sich sein Studium nicht mit dem früheren Fußballtraining in Steins Heimatverein verbinden ließ, begann Boris Stein mit Laufen, um sich fit zu halten. Motiviert durch Freunde investierte er in ein Rennrad, mit dem er dann die Alpen sowie verschiedene Mittelmeer- und Atlantikinseln überquerte. Der Bericht über einen Triathleten im Sportblatt seines Vereins brachte ihn dann 2008 zur Teilnahme an seinem ersten Triathlon 10 km von seinem Heimatort entfernt in Bad Ems, wo er auf der Sprintdistanz nur 2:42 Minuten hinter dem Sieger Lothar Leder auf Anhieb in seiner Altersklasse auf das Siegespodest kam. Der Erfolg motivierte ihn, sich gleich darauf für seine erste Mitteldistanz vier Wochen später beim Köln-Triathlon 2008 anzumelden.
Nachdem seine ersten Erlebnisse im Triathlon Lust auf mehr machten, schloss sich Stein der Triathlonabteilung eines Radsportvereins im Westerwald an und startete zunächst für dessen vierte Mannschaft, das DBL-Team RSG Montabaur in der „2. RTV-Liga“ als fünfthöchste Liga unterhalb von „Triathlon-Bundesliga“, „2. Bundesliga Süd“, „Regionalliga Mitte“ und „1. RTV-Liga“, um die Saison in der 3. Mannschaft eine Liga höher abzuschließen. Auf einer Sprintdistanz am Kronenburger See konnte er erstmals das Gefühl genießen, als Erster über die Ziellinie zu laufen.

### Deutscher Meister Duathlon-Langdistanz 2010
Im Juni 2010 gewann Stein die Deutsche Meisterschaft auf der Duathlon-Langdistanz. Mittlerweile startete er in der 2. Bundesliga. 2011 gewann er den traditionsreichen Breisgau-Triathlon und unterbot dabei die Zeiten sämtlicher Sieger in der zwanzigjährigen Geschichte der Veranstaltung, darunter z. B. Timo Bracht, Andreas Böcherer und Faris Al-Sultan. Im Juli 2012 wurde er beim Allgäu Triathlon Deutscher Meister auf der Triathlon-Mitteldistanz.

### Profitriathlet seit 2012
Nachdem er sein Studium und das darauf folgende Referendariat abgeschlossen hatte, begann Boris Stein 2012 als Profiathlet anzutreten und verteidigte im Juni 2013 seinen Deutschen Meistertitel auf der Mitteldistanz und startet seither in der 1. Bundesliga. Im Herbst legte er quasi im Doppelpack auf die Ironman 70.3 World Championship in Nevada nur zwei Wochen später sein Debüt auf der Ironman-Distanz am Lake Tahoe hin.
Im Juni 2014 konnte Stein in Rapperswil-Jona erstmals bei einem Wettkampf im Rahmen der Ironman-70.3-Serie triumphieren. Im Monat darauf gewann er bei seinem zweiten Start auf der Langdistanz den Ironman Switzerland in Zürich und unterbrach damit eine zwölfjährige Siegesserie von Schweizer Athleten. Die so gewonnenen Punkte im „Kona Pro Ranking System“ reichten zwar „nur“ so eben für den letzten Profistartplatz, aber eben auch seinen persönlich ersten Start bei der Ironman World Championship auf Hawaii, wo er bei seinem Debüt im Oktober als fünftschnellster Deutscher den 20. Rang belegte.

### Sieger Ironman 70.3 European Championship 2015
Im August 2015 gewann er im fünften Anlauf die Ironman 70.3 European Championship in Wiesbaden und im Oktober belegte er als viertschnellster Deutscher den zehnten Rang bei den Ironman World Championships auf Hawaii.
2016 konnte er sich beim Ironman Hawaii bei seinem dritten Start auf den siebten Gesamtrang verbessern. Im Juni 2016 gewann Boris Stein die beiden Ironman 70.3 Rennen in Kraichgau und Remich, Luxemburg.
Auf der Mitteldistanz konnte er im Juni 2017 die Challenge Heilbronn und im August 2017 den Ironman 70.3 Gdynia in Polen und den Ironman 70.3 Zell am See-Kaprun in Österreich gewinnen. Beim Ironman Hawaii belegte er im Oktober 2017 den zehnten Rang.
Im August 2019 konnte er den Ironman Sweden für sich entscheiden. Im Juli 2021 wurde der 36-Jährige Zweiter im Ironman Lanzarote.
Bei den Ironman European Championships belegte der Boris Stein in Frankfurt am Main im Juni 2022 den achten Rang. Im November erklärte der 38-Jährige mit dem 16. Platz beim Ironman Israel seine Profikarriere als beendet.

### Privates
Boris Stein lebt in Eitelborn im südlichen Westerwald und absolvierte ein Studium zum Lehramt an Gymnasien in den Fächern Sozialkunde und Sport an der TU Darmstadt. Neben seinen Aktivitäten als Triathlon-Profi war er in Teilzeit als Lehrer am Mons-Tabor-Gymnasium tätig, bis er beschloss, sich hauptberuflich auf den Triathlon als Profi zu konzentrieren. Er ist Vater zweier Töchter.

## Sportliche Erfolge
| Datum/Jahr    | Rang | Wettbewerb                      | Austragungsort       | Zeit     | Bemerkung |
| ------------- | ---- | ------------------------------- | -------------------- | -------- | --- |
| 19. März 2022 | 7    | Ironman 70.3 Lanzarote          | Lanzarote            | 04:02:21 | |
| 11. Sep. 2021 | 2    | Challenge Herning               | Herning              | 03:32:06 | [ 11 ] |
| 29. Aug. 2021 | 6    | Challenge World Championship    | Šamorín              | 03:47:15 | bei „The Championship“ |
| 6. Dez. 2020  | 25   | Challenge Daytona               | Daytona              | 03:13:23 | PTO Championships |
| 16. Okt. 2020 | 3    | TriGames Mandelieu              | Mandelieu            | 04:25:52 | 1,9 km Schwimmen, 82 km Radfahren, 20 km Laufen                                                                           |
| 6. Sep. 2020  | 11   | Ironman 70.3 Gdynia             | Gdynia               | 03:50:59 | |
| 4. Aug. 2019  | 1    | Frankfurt-City-Triathlon        | Frankfurt am Main    | 01:55:57 | [ 13 ] |
| 30. Juni 2019 | 3    | Challenge Walchsee-Kaiserwinkl  | Walchsee             |          | |
| 10. Juni 2018 | 3    | Ironman 70.3 Switzerland        | Rapperswil-Jona      | 03:51:31 | |
| 27. Aug. 2017 | 1    | Ironman 70.3 Zell am See-Kaprun | Zell am See          | 04:02:50 | |
| 6. Aug. 2017  | 1    | Ironman 70.3 Gdynia             | Gdynia               | 03:52:04 | |
| 18. Juni 2017 | 1    | Challenge Heilbronn             | Heilbronn            | 04:02:32 | [ 14 ] |
| 18. Juni 2016 | 1    | Ironman 70.3 Luxemburg          | Remich               | 03:46:28 | Das Rennen musste witterungsbedingt als Duathlon ausgetragen werden (5 km Laufen, 90,1 km Radfahren und 21,1 km Laufen)   |
| 5. Juni 2016  | 1    | Ironman 70.3 Kraichgau          | Kraichgau            | 03:48:28 | |
| 13. Sep. 2015 | 1    | Rhein-Ahr-Triathlon             | Remagen              | 02:07:20 | 2,8 km Schwimmen im Rhein, 44 km Radfahren, 10,5 km Laufen                                                                |
| 9. Aug. 2015  | 1    | Ironman 70.3 Germany            | Wiesbaden            | 04:03:08 | [ 15 ] |
| 21. Juni 2015 | 1    | Mittelmosel Triathlon           | Zell (Mosel)         | 01:58:01 | vor Jens Roth und Oliver Strankmann                                                                                       |
| 17. Mai 2015  | 10   | Ironman 70.3 Barcelona          | Calella              | 04:17:19 | |
| 3. Mai 2015   | 2    | Ironman 70.3 Pays d'Aix France  | Aix-en-Provence      | 03:57:33 | Zweiter, zwölf Sekunden hinter Andreas Böcherer                                                                           |
| 7. Sep. 2014  | DNF  | Ironman 70.3 World Championship | Mont-Tremblant       | -        | [ 16 ] |
| 10. Aug. 2014 | 5    | Herbalife Triathlon HalfIronman | Gdynia               | 04:05:47 | |
| 1. Juni 2014  | 1    | Ironman 70.3 Switzerland        | Rapperswil-Jona      | 03:44:42 | [ 17 ] |
| 18. Mai 2014  | 5    | Ironman 70.3 Pays D'Aix France  | Aix en Provence      | 04:01:57 | |
| 8. Sep. 2013  | 15   | Ironman 70.3 World Championship | Henderson (Nevada)   | 04:04:11 | [ 18 ] |
| 11. Aug. 2013 | 5    | Ironman 70.3 Germany            | Wiesbaden            | 04:02:47 | |
| 9. Juni 2013  | 1    | Challenge Kraichgau             | Kraichgau            | 03:53:07 | Deutscher Meister auf der Mitteldistanz                                                                                   |
| 11. Mai 2013  | 6    | Ironman 70.3 Mallorca           | Alcúdia              | 03:56:08 | |
| 10. Nov. 2012 | 3    | Ironman 70.3 Lanzarote          | Lanzarote            | 04:12:59 | |
| 12. Aug. 2012 | 3    | Ironman 70.3 Germany            | Wiesbaden            | 04:07:51 | Dritter bei der Ironman 70.3 European Championship hinter Michael Raelert und Bart Aernouts                               |
| 21. Juli 2012 | 1    | Allgäu Triathlon                | Immenstadt im Allgäu | 03:53:35 | Sieger beim Allgäu-Classic – und Deutscher Meister auf der Mitteldistanz                                                  |
| 24. Juni 2012 | 1    | Tri-Pfalz                       | Kaiserslautern       | 01:59:13 | Olympische Distanz |
| 3. Juni 2012  | 6    | Ironman 70.3 Switzerland        | Rapperswil-Jona      | 03:55:05 | [ 20 ] |
| 20. Mai 2012  | 8    | Ironman 70.3 Austria            | St. Pölten           |          | erstes Rennen als Profi                                                                                                   |
| 11. Sep. 2011 | 1    | Rhein-Ahr Triathlon             | Remagen              | 02:09:42 | 2,8 km Schwimmen, 44 km Radfahren und 10 km Laufen                                                                        |
| 4. Sep. 2011  | 3    | Challenge Walchsee-Kaiserwinkl  | Walchsee             | 03:54:08 | trotz Sturz zu Beginn der Radstrecke                                                                                      |
| 21. Aug. 2011 | 1    | Breisgau Triathlon              | Malterdingen         | 03:55:15 | Sieg mit neuem Streckenrekord auf der Mitteldistanz (2 km Schwimmen, 80 km Radfahren und 21 km Laufen)                    |
| 24. Juli 2011 | 1    | Wörthsee Triathlon              | Wörthsee             | 01:00:44 | 2. Bundesliga (vor Jens Roth)                                                                                             |
| 17. Okt. 2010 | 6    | Ironman 70.3 Austin             | Austin               | 03:58:54 | schnellste Radzeit |
| 29. Aug. 2010 | 1    | Leverkusen Triathlon            | Leverkusen           | 01:54:40 | vor Till Schramm |
| 15. Aug. 2010 | 5    | Ironman 70.3 Germany            | Wiesbaden            | 04:10:35 | [ 24 ] |
| 2. Juni 2010  | 1    | Moret-Triathlon                 | Münster              | 03:52:42 | Sieger auf der Mitteldistanz, vor seinem Landsmann Frank Vytrisal                                                         |
| 16. Aug. 2009 | 15   | Ironman 70.3 Germany            | Wiesbaden            | 04:28:54 | |
| 13. Sep. 2009 | 5    | Rhein-Ahr Triathlon             | Remagen              | 02:19:37 | 2,8 km Schwimmen, 47 km Radfahren und 10,8 km Laufen, „1. RTV-Liga Herren“ mit Rheinlandpfälzischer Meisterschaft, 1. M25 |
| 9. Aug. 2009  | 5    | Emser-Therme-Triathlon          | Bad Ems              | 01:01:44 | 0,5 km Schwimmen, 21 km Radfahren und 5 km Laufen, RTV-Liga                                                               |
| 18. Juli 2009 | 1    | Eifel-Triathlon                 | Kronenburg           | 01:02:59 | 0,5 km Schwimmen, 21 km Radfahren und 5,6 km Laufen                                                                       |
| 28. Juni 2009 | 8    | Triathlon Simmern               | Simmern              | 02:05:56 | Olympische Distanz, RTV-Liga                                                                                              |
| 14. Juni 2009 | 103  | Maxdorfer Triathlon             | Maxdorf              | 04:48:08 | 2 km Schwimmen, 85 km Radfahren und 20 km Laufen, RTV-Liga mit Rheinlandpfälzischer Meisterschaft Mitteldistanz           |
| 7. Sep. 2008  | 35   | Cologne Classic                 | Köln                 | 04:43:24 | 2,5 km Schwimmen, 90 km Radfahren und 21 km Laufen                                                                        |
| 10. Aug. 2008 | 5    | Emser-Therme-Triathlon          | Bad Ems              | 01:05:04 | erster Triathlon (0,5 km Schwimmen, 21 km Radfahren und 5 km Laufen); 2:42 min hinter dem Sieger Lothar Leder             |

| Datum         | Platz | Wettbewerb           | Austragungsort       | Zeit     | Bemerkung |
| ------------- | ----- | -------------------- | -------------------- | -------- | --- |
| 25. Nov. 2022 | 16    | Ironman Israel       | Tiberias             | 08:13:38 | letzter Start als Profi bei der Erstaustragung                                                               |
| 11. Sep. 2022 | 2     | Ironman Wales        | Tenby                | 08:43:54 | |
| 26. Juni 2022 | 8     | Ironman Germany      | Frankfurt am Main    | 08:08:33 | Ironman European Championship                                                                                |
| 7. Mai 2022   | 17    | Ironman St. George   | St. George           | 08:28:04 | Ironman World Championships 2021                                                                             |
| 16. Okt. 2021 | 5     | Ironman Mallorca     | Alcúdia              | 08:09:39 | |
| 3. Juli 2021  | 2     | Ironman Lanzarote    | Puerto del Carmen    | 08:42:03 | |
| 23. Mai 2021  | DNF   | Ironman Tulsa        | Tulsa                | -        | |
| 17. Aug. 2019 | 1     | Ironman Sweden       | Kalmar               | 07:49:14 | mit persönlicher Bestzeit auf der Ironman-Distanz                                                            |
| 19. Aug. 2018 | 4     | Ironman Copenhagen   | Kopenhagen           | 08:10:51 | |
| 14. Okt. 2017 | 10    | Ironman Hawaii       | Hawaii               | 08:22:24 | |
| 2. Apr. 2017  | 6     | Ironman South Africa | Port Elizabeth       | 08:16:11 | |
| 8. Okt. 2016  | 7     | Ironman Hawaii       | Hawaii               | 08:16:56 | |
| 10. Apr. 2016 | 5     | Ironman South Africa | Port Elizabeth       | 08:19:50 | |
| 10. Okt. 2015 | 10    | Ironman Hawaii       | Hawaii               | 08:31:43 | bei der Ironman World Championship                                                                           |
| 28. Juni 2015 | 1     | Ironman France       | Nizza                | 08:27:32 | |
| 11. Okt. 2014 | 20    | Ironman Hawaii       | Hawaii               | 08:40:42 | Ironman World Championship                                                                                   |
| 27. Juli 2014 | 1     | Ironman Switzerland  | Zürich               | 08:33:02 | |
| 22. Sep. 2013 | 8     | Ironman Lake Tahoe   | Nevada (Kalifornien) | 09:13:02 | erster Wettkampf über die volle Ironman-Distanz (3,86 km Schwimmen, 180,2 km Radfahren und 42,195 km Laufen) |

| Datum/Jahr    | Rang | Wettbewerb         | Austragungsort | Zeit     | Bemerkung                                                                                            |
| ------------- | ---- | ------------------ | -------------- | -------- | --- |
| 21. Okt. 2012 | 3    | Powerman Italy     | Lecco          | 02:31:32 | hinter Rob Woestenborghs und Anthony Le Duey                                                         |
| 2. Juni 2010  | 3    | Powerman Germany   | Falkenstein    | 03:12:50 | als bester Deutscher auf dem dritten Rang – und damit Deutscher Meister auf der Duathlon-Langdistanz |
| 30. Aug. 2009 | 2    | Laubacher Duathlon | Laubach        | 02:48:47 | hinter Dirk Strothmann (10 km Laufen, 60 km Radfahren und 10 km Laufen)                              |